# Neo-Dustur
Il Neo-Dustūr (in arabo الحزب الحر الدستوري الجديد‎?, al-Ḥizb al-ḥurr al-dustūrī al-jadīd, ossia "Nuovo libero partito della Costituzione") è stato un partito politico tunisino tra il 1934 e il 1964.

## Storia
Fu fondato il 2 marzo 1934 e il suo primo congresso si è svolto nella casa di un parente di Habib Bourguiba, Ahmed Ayed, notabile di Ksar Hellal, in seguito a una scissione del Dustur da parte di un gruppo di giovani intellettuali fra cui lo stesso Bourguiba, Mahmoud El Materi, Tahar Sfar, Hédi Chaker e Bahri Guiga. Il partito si proponeva in origine di liberare il popolo tunisino dal protettorato francese. In un messaggio del 24 giugno 1934, il Residente generale di Francia in Tunisia, Marcel Peyrouton, avvertì i controllori civili che un nuovo partito era sul punto di nascere e che il suo obiettivo era di «liberare lo Stato husseinide dal protettorato francese».
Peyrouton, futuro ministro degli Interni del regime di Vichy, non tarda a infliggere duri colpi al Neo-Dustur, fin dal 3 settembre 1934, e ancora nel 1938, 1943 e 1952.
Dopo il conseguimento dell'indipendenza (20 marzo 1956), l'elezione dell'Assemblea costituente, il 25 marzo, assegna tutti i seggi al Neo-Dustur, che può così governare la Tunisia sotto il forte impulso del suo Presidente Bourguiba, che assume la presidenza dell'Assemblea l'8 aprile. Egli getta allora le fondamenta dello Stato della moderna Tunisia,, fa proclamare la repubblica il 25 luglio 1957 e fa adottare una Costituzione il 1º giugno 1959. Il partito vince anche le elezioni per la Assemblea nazionale l'8 novembre 1959.
Sulla linea di un cauto Socialismo del Presidente Bourguiba, il Neo-Dustur diventa il Partito Socialista Desturiano (PSD) nel 1964, denominazione mantenuta fino al 1988.

## Congressi
- 2 marzo 1934 a Ksar Hellal
- 30 ottobre-2 novembre 1937 a Tunisi: Congresso della rue du Tribunal
- 17-18 ottobre 1948 a Tunisi: Congresso di Dar Slim
- 18 gennaio 1952 a Tunisi (clandestino): Congresso di Sidi Mahrez
- 15-18 novembre 1955 a Sfax:[5] Congresso della Verità
- 2-4 marzo 1959 a Susa: Congresso della Vittoria
- 19-22 ottobre 1964 a Biserta (diventa il PSD): Congresso del Destino.

## Dirigenti

### Presidenti
- 2 marzo 1934-3 gennaio 1938: Mahmoud El Materi
- 3 gennaio 1938-19 ottobre 1964: Habib Bourguiba

### Segretari Generali
- 2 marzo 1934-3 gennaio 1938: Habib Bourguiba
- 17 ottobre 1948-8 ottobre 1955: Salah Ben Youssef
- 8 ottobre 1955-19 ottobre 1964: Bahi Ladgham

### Direttori
- 17 ottobre 1948-19 novembre 1955: Mongi Slim
- 19 novembre 1955-agosto 1956: Tayyeb Mehiri
- agosto 1956-19 ottobre 1964: Abdelmajid Chaker